# Vladimir Bakarić
Vladimir Bakarić (Nagygorica, 1912. március 8. – Zágráb, 1983. január 16.) horvát kommunista politikus és nemzeti hős volt a szocialista Jugoszláviában.  A Nemzeti Felszabadító Mozgalom (NOP) vezérkarának politikai biztosa, majd 1944-től 1969-ig megszakítás nélkül a Horvát Kommunista Párt vezetője. 1945-től 1953-ig a Horvát Népköztársaság miniszterelnöke, 1953-tól 1963-ig a Horvát Szocialista Köztársaság parlamentjének elnöke, 1964-től 1974-ig a Jugoszláv Szocialista Szövetségi Köztársaság Szövetségi Tanácsának tagja, 1974-től haláláig a Jugoszláv Szocialista Szövetségi Köztársaság Elnökségének tagja.
A második világháború előtt és alatt Horvátország egyik vezető kommunista politikusa volt, a második világháború végétől az 1980-as évek elejéig pedig Horvátország legbefolyásosabb kommunista vezetőjének tartották. Rossz egészségi állapota és a nyilvános szereplésektől való tartózkodás miatt ellenfeleitől a „Svileni” (Selymes) és „Mrtvac” (Halott) beceneveket kapta. Főként ezen okokból viszonylag korán feladta a horvátországi végrehajtó hatalom vezetését, és többé-kevésbé a párt árnyékában meghúzódva ideológusként dolgozott. A Horvát Szocialista Köztársaság és a Jugoszláv Szocialista Szövetségi Köztársaság társadalmi szerkezetében valójában a kommunista párt döntött minden döntő fontosságú kérdésben, és a kommunista ideológia kérdései rendkívül fontosak voltak a közélet számára. A második világháború után Bakarić Edvard Kardelj mellett az ún. Julijska krajina Horvátországhoz és Szlovéniához való minden autonómia nélküli csatolásának szószólója, illetve Boris Kidrič és Kardelj mellett a jugoszláv párt reformista frakciójának, az úgynevezett liberálisoknak, az önkormányzó szocializmus harcosainak vezetője volt. Ahhoz a csoporthoz tartozott, amely 1964-ben elősegítette a gazdasági reformot, 1966-ban Aleksandar Ranković bukását, a horvát tavaszt és az 1974-es alkotmányt, amely alapján később valamennyi jugoszláv köztársaság kivívta függetlenségét.

## Élete és pályafutása
Vladimir Bakarić Nagygoricán született 1912. március 8-án. Édesapja bíró volt. Az elemi iskolát Gospićban, a középiskolát Ogulinban és Zágrábban végezte. A Zágrábi Egyetem joghallgatójaként 1932-től részt vett a forradalmi munkásmozgalomban, majd 1933-ban a Jugoszláviai Kommunista Párt (KPJ) tagja lett. Az egyetem más kommunistáival és a zágrábi gyárak kommunista munkásaival együtt számos munkás- és diákakciót, valamint a rezsim, a nacionalista és fasiszta szervezetek elleni sztrájkokat és tüntetéseket szervezett. 1935-ben a zágrábi egyetemen a Jugoszláv Kommunista Ifjúsági Szövetség (SKOJ) titkárává választották. Ebben az évben szerzett jogi diplomát, majd bírósági és ügyvédgyakornok lett (1936–1941), 1937-ben pedig jogi doktorátust szerzett. Josip Broz Titonak a párt élére történt megválasztása után a forradalmi munkásmozgalomban és a KPJ-ben töltött be felelősségteljes pozíciókat, 1937-ben a Horvátországi Kommunista Párt (KPH) Központi Bizottsága Agitprop Osztályának vezetője, 1938-ban a Dolgozók Pártjának létrehozását kezdeményező bizottság tagja, 1940-ben pedig a KPH Központi Bizottságának tagja lett.
A második világháború elején Zágrábban tartózkodott, ahol részt vett a megszállók elleni kommunista akciókban, és a Katonai Bizottság tagjaként 1941 decemberéig feladata az esetleges felkelés előkészítése volt. Ezután a felszabadított területre ment, és a Népi Felszabadító Hadsereg (NOV) és a Partizán Egységek (PO) politikai komisszárja lett. Ebben a pozícióban egészen 1943 novemberéig maradt (az első aktákat ebben a minőségében írta alá V. L. Katić álnéven). Ebben a minőségében vett részt a megszállókkal együttműködő számos civil likvidálásáról, kényszermunkára viteléről szóló döntésekben, valamint abban a döntésben is, amely alapján 1943 szeptemberében a partizánok elfoglalták Zrint. Bakarić politikai munkája mellett katonai vezetőként is kitüntette magát, különösen 1943 elején, a IV. ellenséges offenzíva során, majd a német, olasz és usztasa csapatok 1945-ös horvátországi veresége idején.
Egyik szervezője volt Horvátország első nemzeti kormányszerveinek, részt vett a forradalmi törvények kidolgozásában, Horvátország Népi Felszabadításának Országos Antifasiszta Tanácsa (ZAVNOH) egyik alapítója és legfelsőbb szerveinek tagja, majd a Jugoszlávia Népi Felszabadításának Antifasiszta Tanácsa (AVNOJ) első és második ülésének résztvevője, végül pedig az elnökség tagja volt. Az AVNOJ 1943. november 29-i második ülésszaka után Jugoszlávia Felszabadításának Nemzeti Bizottságához (NKOJ) került, ahol külügyi biztoshelyettes volt.
1944 októberében a KPH Központi Bizottságának titkára lett. Ezt a tisztséget 1966-ig folyamatosan töltötte be, majd ezt követően a Központi Bizottság elnöki posztjára cserélte fel, amely tisztséget 1969-ig töltötte be. 1945-től 1963-ig minden választáson országgyűlési képviselővé, a Horvát Szocialista Köztársaság és a Szövetségi Közgyűlésének tagjává választották. A KPH vezetőjeként 1945. április 14-én Splitben megalakította a Horvát Népfront kormányát, majd a Horvát Népköztársaság elnöke lett. Egyik helyettese a Horvát Parasztpárt, a másik a Független Demokrata Párt tagja volt. 1945-től 1953-ig a Horvát Népköztársaság miniszterelnöke, majd a Horvát Szocialista Köztársaság parlamentjének elnöke (1953–1963). 1964-1974 között tagja volt a Szövetségi Tanácsnak, 1974-től pedig a Jugoszláv Szocialista Szövetségi Köztársaság elnökségének tagja, amelyben 1975. május 15. és 1976. május 15. között alelnökként tevékenykedett, majd 1982 májusában újraválasztották erre a tisztségre. 
A háború végétől magas párttisztségeket is betöltött: a KPJ V. Kongresszusán 1948-ban, majd az 1952. évi VI. Kongresszuson is a KPJ Központi Bizottsága tagjává választották. 1966-ban a Jugoszláviai Kommunisták Szövetsége (SKJ) Elnökségének tagja, az SKJ IX. Kongresszusán 1969-ben az Elnökség tagja és az Elnökség Végrehajtó Tanácsának tagja, és mint ilyen, Josip Broz Tito jugoszláv vezető közeli munkatársa lett. A Népfrontban, a Nemzetvédelmi Tanácsban és az Alkotmányos Rendvédelmi Tanács elnökeként egyéb felelős feladatokat is ellátott.
Közvetlenül a horvát irodalmi nyelv nevéről és státuszáról szóló Nyilatkozat megjelenése után ellenezte azt. Később megkezdődött az aláírók politikai üldözése, noha a Nyilatkozatot korának legtekintélyesebb kommunista horvát írója, Josip Broz Tito személyes barátja, Miroslav Krleža is aláírta. Befolyásának nagy részét megőrizte, és a legbefolyásosabb horvát politikusnak számított még azután is, hogy elhagyta a horvát kommunista hierarchia első emberének pozícióját.
1971-ben a „horvát tavaszt” elfojtó erők mellé állt, és részt vett a párt Savka Dabčević-Kučar vezette reformvezetőségének leváltásában. Ez a szerep egészen haláláig egyfajta legfőbb politikai döntőbíróvá tette Horvátországban. Edvard Kardeljjel együtt a jugoszláv politikai elit liberálisabb tagjai közé számított, aki a föderáció szükségességéről szóló kijelentéseiről volt ismert, amelyek a jugoszláv egység és a köztársaságoknak nagyobb hatalmat adni kívánók közötti harcra utaltak. Bakarić nyilvános szerepléseiben nagyon óvatos volt, kerülte a radikálisabb kijelentéseket, ezért ellenfelei egy részétől a Svileni és Mrtvac beceneveket kapta. Politikai felemelkedése egybeesik 1948-cal és Andrija Hebranggal, a horvát kommunisták egykori vezetőjével történt politikai leszámolással. 1971-ben ugyancsak Titót támogatta a „reformerekkel” való leszámolásban.
Jelentős érdemeket tulajdonítanak neki 1974-ben az ország alkotmányos reformja során a köztársaságok (köztük Horvátország) pozíciójának megerősítésében, később pedig ellenállt annak a gondolatnak, hogy a föderációs kapcsolatokat az egységes modellhez kell közelíteni.
Az 1980-as években Vladimir Bakarić a JSZK Alkotmányos Rendjét Védő Szövetségi Tanács (UDBA) elnöke volt, amely az összes titkosszolgálatért felelt, beleértve az emigrációban élő disszidensek likvidálását is. Ekkor jelentette ki, hogy a horvát emigráció a legrosszabb kivándorlás a világon. Bruno Bušić meggyilkolása idején is ő volt az Alkotmányos Rendet Védő Szövetségi Tanács elnöke. 1983. január 18-án halt meg Zágrábban.

## Díjai
Stipe Šuvar Josip Broz után a legnagyobb horvát kommunistának tartotta. 1950-től a jugoszláv Tudományos és Művészeti Akadémia (JAZU) rendes tagja, 1974-től a Bosznia-Hercegovinai Tudományos és Művészeti Akadémia (ANUBiH) tiszteletbeli tagja volt. A Jugoszláv Néphadsereg (JNA) tartalékos alezredese, az 1941-es Partizán Emlékérem, a Jugoszláv Nagycsillag Érdemrend, a Nemzeti Hős Érdemrend, a Szocialista Munka Hőse és más magas kitüntetések birtokosa, az AVNOJ-díj (1972), valamint a ZAVNOH oklevél és emlékplakett (1982) birtokosa volt.

## Művei
Számos cikket és nyilvános beszédet írt, számos könyvet publikált, amelyek közül kiemelkedik:
- "O poljoprivredi i problemima sela" ("A mezőgazdaságról és a vidék problémáiról", beszéd- és cikkgyűjtemény, 569 oldal) 1960.
- "Društvene klase, nacije i socijalizam" ("Társadalmi osztályok, nemzetek és szocializmus", 250 oldal) 1976.
- "O ekonomskom i društvenom razvoju i nekim međunarodnim temama" ("A gazdasági és társadalmi fejlődésről és néhány nemzetközi témáról", 150 oldal) 1982.
- Utolsó munkája a "Josip Broz Tito" című könyv (83 oldal, illusztrációkkal) 1983.

## Fordítás
- Ez a szócikk részben vagy egészben  a   Vladimir Bakarić című horvát Wikipédia-szócikk ezen változatának fordításán alapul.  Az eredeti cikk szerkesztőit annak laptörténete sorolja fel. Ez a jelzés csupán a megfogalmazás eredetét és a szerzői jogokat jelzi, nem szolgál a cikkben szereplő információk forrásmegjelöléseként.